# کوندراتیتسه (ناحیه ژدار ناد سازاوو)
کوندراتیتسه (به چکی: Kundratice) یک منطقهٔ مسکونی در جمهوری چک است که در ناحیه ژدار ناد سازاووو واقع شده‌است. کوندراتیتسه ۴٫۱۹ کیلومتر مربع مساحت و ۱۸۳ نفر جمعیت دارد و ۵۰۳ متر بالاتر از سطح دریا واقع شده‌است.